# Pontsko kraljestvo
Pontsko kraljestvo ali Pont (gr.|Πόντος|Pόntos) je bilo helenistično kraljestvo s središčem v zgodovinski Pontski (črnomorski) regiji v današnji Turčiji, ki mu je vladala Mitridatska dinastija perzijskega porekla. Dinastija je bila morda neposredno povezana z Darejem Velikim iz Ahemenidske dinastije. Kraljestvo je ustanovil Mitridat I. Ktist leta 281 pr. n. št. in je trajalo do osvojitve Rimske republike leta 63 pr. n. št. Pontsko kraljestvo je doseglo svoj največji obseg pod Mitridatom VI. Velikim, ki je osvojil Kolhido, Kapadokijo, Bitinijo, grške kolonije Tavriškega Hersona in za kratek čas rimsko provinco Azijo. Po dolgem boju z Rimom v mitridatskih vojnah je bil Pont poražen.
Kraljestvo je vsebovalo tri kulturne sklope, ki so se pogosto zlivali: grškega, večinoma na črnomorski obali,  perzijskega in anatolskega. V 3. stoletju pr. n. št. je uradni jezik postala grščina.

## Značilnosti
Pontsko kraljestvo je bilo razdeljeno na dve geografsko različni območji: črnomorsko obalno regijo in notranjost Anatolije. Obalno regijo so od celinske ločevale Pontske Alpe, ki potekajo vzporedno z obalo. Vzporedno z obalo potekajo tudi precej rodovitne rečne doline, v katerih so pasli govedo in gojili proso. Med sadnim drevjem so prevladovale češnje, jablane in hruške. V obalni regiji so prevladovala grška mesta, med njim Sinop, ki je po zavzetju postal pontska prestolnica. V Pontu je bilo je bilo obilo lesa, rib in oljčnih nasadov, srebra in železove rude, ki so ju kopali blizu obale južno od Farnacije. Jeklo iz čalibijskih gora je postalo zelo znano tudi v Grčiji. V Pontu so bili tudi rudniki bakra, svinca, cinka in arzena. Glavno mesto v notranjosti je bila Amazija, zgodnja pontska prestolnica, kjer so imeli pontski kralji svojo palačo in kraljevske grobnice. Poleg Amazije in nekaj drugih mest so v notranjosti prevladovale predvsem majhne vasi. Pontsko kraljestvo je bilo razdeljeno na okrožja, imenovana eparhije.
Delitev med obalo in notranjostjo je bila tudi kulturna. Obala je bila večinoma grška in osredotočena na pomorsko trgovino. Notranjost je bila naseljena z anatolskimi Kapadočani in Paflagonci, ki jim je vladala iranska aristokracija.  Notranjost je imela mogočne templje z velikimi posestmi. Bogovi Pontskega kraljestva so bili večinoma sinkretični, z značilnostmi lokalnih bogov ter perzijskih in grških božanstev. Glavni bogovi so bili perzijski Ahura Mazda, ki so ga imenovali Zeus Stratij, bog lune Men Farnaku in Ma, ki so jo razlagali kot Kibelo.
Posebno priljubljeni so bili sončni bogovi, pri čemer se je kraljeva hiša identificirana s perzijskim bogom Ahura Mazdo iz dinastije Ahemenidov. Kralji so častili tako Apolona kot Mitro. Ime Mitridat, ki ga je uporabljala večina pontskih kraljev, je pomenilo "dan od Mitre". Pontska kultura je bila sinteza iranskih, anatolskih in grških  prvin, pri čemer sta bili prvi povezani predvsem z notranjostjo, tretja pa bolj z obalnim območjem. V času Mitridata VI. Evpatorja je bila uradni jezik kraljestva grščina, vendar so v notranjosti še naprej govorili anatolske jezike.

## Zgodovina

### Kioška Mitridatska dinastija
Območje Ponta je bilo prvotno del perzijske satrapije Kapadokije (Katpatuka). Perzijska dinastija, ki naj bi ustanovila Pontsko kraljestvo, je v 4. stoletju pr. n. št. vladala grškemu mestu Cius (ali Kios) v Miziji. Njen prvi znani član bil Mitridat Kioški. Njegov sin Ariobarzan II. je postal satrap Frigije in močan zaveznik Aten. Uprl se je kralju Artakserksu II., vendar ga je izdal sin Mitridat II. Kioški in sam zasedel očetov prestol. Mitridat II. je ostal na oblasti tudi po Aleksandrovih osvajanjih in bil vazal Antigona I. Monoftalma, ki je na kratko vladal Anatoliji  po razdelitvi Aleksandrovega imperija. Antigon je leta 302 pr. n. št. ubil Mitridata zaradi suma, da sodeluje z njegovim sovražnikom Kasandrom Makedonskim. Antigon je nameraval ubiti tudi Mitridatovega sina, tudi Mitridata, ki je uspel pobegniti. Najprej je odšel v Kimiato v Paflagoniji in kasneje v Amasijo v Kapadokiji. Vladal je od leta 302 do 266 pr. n. št., se bojeval proti Selevku I. in se leta 281 (ali 280) pr. n. št. razglasil za kralja (basileus) države v severni Kapadokiji in vzhodni Paflagoniji. Svoje kraljestvo je nato razširil do reke Sangrije na zahodu. Njegov sin Ariobarzan Pontski je leta 279 pr. n. št. zavzel Amastris, njegovo prvo pomembno črnomorsko pristanišče. Mitridat I. se je povezal z novo prispelimi Galati in porazil vojsko, ki jo je proti njemu poslal Ptolemaj I. Soter. Ptolemaj je širil svoje ozemlje v Anatoliji od začetka prve sirske vojne proti Antiohu sredi 270. let pr. n. št. in bil povezan z Mitridatovim sovražnikom, Pontsko Herakljejo.

### Pontsko kraljestvo
O Ariobarzanovem kratkem vladanju je znano samo to, da ga je po smrti nasledil njegov sin sin Mitridat II. (vladal okoli 250–189 pr. n. št.) in da so ga napadli Galačani. Mitridat II. je dobil pomoč od Pontske Herakleje, ki  je bila takrat prav tako v vojni z Galačani. Mitridat je podprl Antioha Heraksa, mlajšega sina Antioha II. In Laodike I.,  proti njegovemu bratu Selevku II. Kaliniku. Heraks, Mitridat II. in Galačani so premagali Selevka. Mitridat je nato leta 220 pr. n. št.  napadel Sinop, vendar mesta ni uspel zavzeti. Zatem se je poročil s sestro Selevka II. in svojo hčer dal v zakon Antiohu III., da bi v zameno pridobil priznanje svojega novega kraljestvo in okrepil vezi s  Selevkidskim cesarstvom. Za dogajanja v Pontskem kraljestvu v obdobju po smrti Mitridata II., ko je vladal njegov sin Mitridat III. (okoli 220–198/188 pr. n. št., ni nobenega podatka. 
Farnak I. Pontski, naslednik Mitridata III., je bil pri širitvi kraljestva na račun grških obalnih mest veliko uspešnejši od svojih predhodnikov. Leta 188 pr. n. št. se je pridružil Prusiju I. Bitinskemu v vojni proti Eumenu Pergamskemu. Potem ko je Bitinija doživela vrsto preobratov, sta leta 183 pr. n. št. z Eumenom sklenila mir. Farnak je leta 182 pr. n. št. zavzel Sinop, ki je kljub pritožbam Rodošanov Rimu ostal pod njegovo oblastjo. Farnak je zatem zavzel še druga  obalna mesta, med njimi  Kotioro, Farnakijo in Trapez, s čimer je pridobil nadzor nad večino severne anatolske obale. Poskusi Rimljanov, da bi ohranili mir, so bili neuspešni do leta 179 pr. n. št., ko je bil Farnak končno prisiljen skleniti mir. Odreči se je moral vsem ozemljem, ki jih je pridobil v Galatiji in  Paflagoniji in mestu Tium, obdržal pa je Sinop. V želji po razširitvi svojega vpliva na sever se je Farnak povezal z mesti v Hersonu in drugimi črnomorskimi mesti, tudi z Odesom (zdaj Varna) na bolgarski obali.  
Farnakov naslednik, brat Mitridat IV. Filopator Filadelf, je izvajal miroljubno prorimsko politiko. Leta 155 pr. n. št. je poslal pomoč rimskemu zavezniku Atalu II. Filadelfu  proti Prusiju II. Bitinskemu.
Njegov naslednik Mitridat V. Everget je ostal prijatelj Rima in je leta 149 pr. n. št. poslal ladje in majhno vojaško enoto na pomoč Rimu v tretji punski vojni. Vojsko je poslal tudi proti Eumenu III. (Aristoniku), ki je po smrti Atala III. uzurpiral pergamski prestol. Potem ko je Atal III. umrl brez dedičev in v oporoki zapustil Pergamsko kraljestvo Rimski republiki, je republika kraljestvo spremenila v provinco Azijo, ostalo ozemlje pa dala zvestim zavezniškim kraljem. Mitridat V. je za svojo zvestobi dobil Frigijo. Likaonija je bila vključena  v Kapadoško kraljestvo. Mogoče je tudi, da je Mitridat V. po smrti kralja Pilemena podedoval del Paflagonije. Mitridat V. je svojo hčer Laodiko poročil s kapadoškim kraljem Ariaratom VI. in potem napadel Kapadokijo. Podrobnosti o tej vojni niso znane. Pod Mitridatom V. se je nadaljevala helenizacija Pontskega kraljestva. Bil je prvi kralj, ki je v Egejskem morju na veliko novačil grške plačance. Zelo čaščen je bil na Delosu in se na svojih kovancih upodabljal kot Apolon. Leta 121 ali 120 pr. n. št. je bil v Sinopu umorjen. Podrobnosti in  ozadje njegove smrti so nejasni.
Ker sta bila oba sinova Mitridata V., Mitridat VI. in Mitridat Hrest, še otroka, je Pont prešel pod regentstvo njegove žene Laodike. Regentka je bila bolj naklonjena Krestu in Mitridat VI. je pobegnil s pontskega dvora. Kasnejša legenda pripoveduje, da je Mitridat VI. na svojem potovanju po Anatoliji  utrjeval svojo odpornost proti strupom in se učil vseh jezikov svojih podanikov. Leta 113 pr. n. št. se je vrnil domov, odstavil svojo mater in jo vrgel v ječo, svojega brata pa je ukazal usmrtiti.

### Mitridat VI. Evpator
Mitridat VI. Evpator (Dobri oče) je bil odločen nasprotnik Rima in poveličeval grško in iransko kulturo. Rim je pred kratkim v Anatoliji ustanovil provinco Azijo in med vladanjem Laodike Pontu odvzel  Veliko Frigijo. 
Mitridat je začel svojo ekspanzijo s podedovanjem Male Armenije od kralja Antipatra okoli leta 115–106 pr. n. št. in osvojitvijo Kolhide. Kolhida je bila pomembna regija v črnomorski trgovini, ker je bila bogata z zlatom, voskom, konopljo in medom. Mesta v Tavriškem Hersonu (Krim) so ga zaprosila za pomoč proti Skitom in  Mitridat je tja poslal 6000 mož pod generalom Diofantom. General je po več akcijah obvladal celoten Herson. Mitridat je razvil tudi trgovske vezi z mesti na zahodni črnomorski obali.
Rim je bil v tistem času zaposlen z vojnami z Jugurto in Kimbri, ker sta izkoristila Mitridat VI. in Nikomed III. Bitinski, vdrla v Paflagonijo in si jo razdelila. Ugovori Rima so bili neuspešni. Mitridat je zatem zavzel tudi del Galatije, ki je bil prej del kraljestva njegovega očeta, in vdrl v Kapadokijo, kjer je bila kraljica njegova sestra Laodika. Leta 116 pr. n. št. je kapadoški plemič Gordij po Mitridatovem naročilu umoril kapadoškega kralja Ariarata VI. Po njegovi smrti je v Kapadokiji do leta 102  pr. n. št. vladala Laodika kot regentka Ariaratovim sinovom. Ko se je Nikomed III. poročil z Laodiko  in poskušal prevzeti oblast, je Mitridat vdrl v Kapadolijo in na prestol postavil svojega nečaka Arijarata VII. Kmalu zatem je med njima izbruhnila vojna, vendar so pred odločilno bitko Ariarata VII. leta 101 pr. n. št. umorili. Mitridat je nato za kralja postavil svojega osemletnega sina, Arijarata IX., Gordija pa za njegovega regenta. Leta 97 pr. n. št. se je Kapadokija uprla, vendar je bil upor hitro zadušen. Mitridat in Nikomed III. sta nato poslala v Rim svoji delegaciji in rimski senat je odredil,  da se mora Mitridat umakniti iz Kapadokije, Nikomed pa iz Paflagonije. Mitridat je odredbi ugodil in Rimljani so v Kapadokiji na oblast  Ariobarzana. Leta 91/90 pr. n. št., medtem ko je bil Rim zaposlen v socialni vojni v Italiji, je Mitridat spodbudil svojega novega zaveznika in zeta, armenskega kralja Tigrana Velikega, da napade Kapadokijo, kar je tudi storil. Ariobarzan pa je pobegnil v Rim. Mitridat je nato odstavil Nikomeda IV. Bitinskega in na prestol postavil Sokrata Hresta.

#### Prva mitridatska vojna
Rimska vojska pod vodstvom Manija Akvilija je leta 90 pr. n. št. prispela v Anatolijo in Mitridat VI. in Tigran Veliki sta se umaknila. Kapadokija in Bitinija sta bili vrnjeni njunima monarhoma, ki sta se nato soočila z velikimi dolgovi do Rima zaradi podkupnin za rimske senatorje. Nikomeda IV. Bitinskega je Akvilij na koncu prepričal, da je napadel Pontsko kraljestvo, da bi s tem poplačal dolgove. Nikomed je prodrl do Amastrisa in se vrnil z bogatim plenom. Mitridat VI. je  nato ponovno napadel Kapadokijo in Rim mu je napovedal vojno.
Poleti 89 pr. n. št. je Mitridat vdrl v Bitinijo in v bitki premagal Nikomeda in Akvilija. Napadel je rimsko provinco Azijo in zlomil odpor in do leta 88 pr. n. št. dosegel predajo večine novoustanovljene province. V številnih mestih so ga sprejeli z veseljem, ker so prebivalci trpeli zaradi rimskega davčnega jarma. Istega leta je Mitridat ukazal poboj najmanj 80.000 Rimljanov in latinsko govorečih v dogodku, znanem kot azijske večernice. Številna grška mesta v Anatoliji so z veseljem izpolnjevala Mitridatove ukaze in se zato niso mogla vrniti v zavezništvo z Rimom. Jeseni leta 88 pr. n. št. je Mitridat oblegal Rodos, vendar ga ni uspel zavzeti.
Novice so v Atenah opogumile protirimske elemente, ki so kmalu sklenili zavezništvo z Mitridatom. Skupna pontsko-atenska pomorska ekspedicija je leta 88 pr. n. št. zavzela Delos in mesto podelila Atenam. Mitridatu so se zdaj pridružile številne grške mestne države, vključno s Šparto, Ahajsko zvezo in večino Beotske zveze, razen Tespije. Leta 87 pr. n. št. je iz Italije krenil Lucij Kornelij Sula s petimi legijami. Beotija se mu je hitro predala. Začel je oblegati Atene in Pirej in Atene so marca 86 pr. n. št. padle. Sledilo je plenjenje mesta. Arhelaj, pontski general in branilec Pireja, se je po ostrem odporu umaknil po morju in Sula je mesto povsem uničil. Mitridat je medtem poslal svojega sina Arkatija z veliko vojsko preko Trakije v Grčijo.
Sula se je zdaj odpravil proti severu, da bi na rodovitnih ravnicah Beotije lahko oskrbel svojo vojsko. V bitki pri Heroneji je Sula Arhelaju povzročil hude izgube. Arhelaj se je umaknil, a kljub temu nadaljeval napad na Grčijo s pontsko floto. V bitki pri Orhomenu leta 85 pr. n. št. je bil ponovno poražen in utrpel velike izgube. Zaradi izgub in nemirov v Anatoliji in rimske vojske, ki je napadla Bitinijo, je bil Mitridat prisiljen sprejeti rimske mirovne pogoje. Mitridat in Sula sta se srečala leta 85 pr. n. št. v Dardanu. Sula je odredil, da mora Mitridat predati rimsko Azijo in vrniti Bitinijo in Kapadokijo njihovima prejšnjima kraljema. Plačati je moral 2000 talentov in priskrbeti ladje. Mitridat je obdržal preostanek svojih posesti in postal zaveznik Rima.

#### Druga in tretja mitridatska vojna
Sporazum, sklenjen s Sulo, ni trajal dolgo. Leta  83 do 82 pr. n. št. se je Mitridat vojskoval z Licinijem Mureno, ki mu je Sula prepustil upravljanje province Azije, in ga premagal. Tako imenovana druga mitridatska vojna se je končala brez ozemeljskih pridobitev katere od sprtih strani. Rimljani so zdaj začeli varovati obalna pasova Likije in Pamfilije  pred napadi piratov ter vzpostavili oblast v Pizidiji in Likaoniji. Ko je leta 74 pr. n. št. Likijo prevzel konzul Lukul, se je Mitridat soočil z Rimljani na dveh frontah. Kilikijski pirati niso bili popolnoma poraženi in Mitridat je z njimi sklenil zavezništvo. Zavezništvo je sklenil tudi s Kvintom Sertorijem v Hispaniji in z njegovo pomočjo reorganiziral nekaj svojih čet po zgledu na rimske legije, oborožene s kratkimi meči. 
Tretja mitridatska vojna je izbruhnila, ko je Nikomed IV. Bitinski leta 75 pr. n. št. umrl brez naslednikov in prepustil svoje kraljestvo Rimu. Leta 74 pr. n. št. je Rim mobiliziral svojo vojsko v Anatoliji, vendar vzrok za mobilizacijo ni povsem jasen. Leta 73 pr. n. št. je Mitridat vdrl v Bitinijo, na morju pri Kalcedonu premagal Rimljane in z morja oblegal Kizik. Lukul je s petimi legijami napadel Mitridata in ga prisilil, da se je umaknil v Pont. Naslednje leto je Lukul skozi Galatijo vdrl v Pont  in oblegal Amis, ki je zdržal do leta 70 pr. n. št. Leta 71 pr. n. št. je  Lukul ustanovil svoje oporišče v Kabeiri. Mitridat je s konjenico poskušal presekati rimske oskrbovalne poti in utrpel velike izgube. Mitridat, ki še vedno ni bil pripravljen na odločilni spopad, se je  začel umikati v Malo Armenijo, kjer je pričakoval pomoč svojega zaveznika Tigrana Velikega. Zaradi oslabljene konjenice se je umik spremenil v popoln polom in večina pontske vojske je bila uničena ali ujeta. Slabo stanje na bojišču je spodbudilo Mitridatovega sina Maharja, vladarja Krimskega Bosporja, da je začel iskati zavezništvo z Rimom, Mitridat pa je pobegnil v Armenijo.
Poleti 69 pr. n. št. je Lukul napadel armensko ozemlje in z 12.000 možmi skozi Kapadokijo vkorakal v Sofeno. Njegov cilj je bil Tigranakert, nova prestolnica Tigranovega imperija. Tigran se je umaknil, da bi zbral svoje sile. Lukul je oblegal Tigranakert, potem pa se je Tigran vrnil z vojsko, ki je močno presegala rimsko. V vojski so bili tudi težko oklepljeni konjeniki katafrakti. Lukul je kljub temu napadel armensko konjenico in zmagal. Tigran je pobegnil na sever, Lukul pa je potem uničil Tigranovo novo prestolnico, podelil neodvisnost Sofeni in vrnil v Sirijo selevkidskemu kralju Antiohu XIII. Aziatiku. Leta 68 pr. n. št. je Lukul napadel severno Armenijo, jo opustošil in zasedel  Nisibis (Nusaybin). Tigran se je izognil odločilni bitki. Mitridat je medtem vdrl v Pont in leta 67 pr. n. št. premagal veliko rimsko vojsko blizu Zele. Lukul se je z utrujeno in nezadovoljno vojsko umaknil v Pont in nato v Galatijo. Tam sta ga zamenjala dva nova konzula, Marcij Rex in Acilij Glabrio, ki sta prišla iz Italije s svežimi legijami. Mitridat je ponovno pridobil Pont, medtem ko je Tigran napadel Kapadokijo.
Kot odgovor na vse večjo piratsko dejavnost v vzhodnem Sredozemlju je senat leta 67 pr. n. št. podelil Pompeju obsežen prokonzularni imperij po vsem Sredozemlju. Pompej je uničil pirate in leta 66 pr. n. št. prevzel poveljstvo v Anatoliji. Reorganiziral je svoje sile, okoli 45.000 legionarjev, vključno z Lukulovimi vojaki, in sklenil zavezništvo s Parti, ki so začeli napadali in obremenjevali Tigrana na vzhodu. Mitridat je svojo vojsko, kakšnih 30.000 pešakov in 2.000–3.000 konjenikov, strnil v višinah Dasteire v Mali Armeniji. Pompej se je šest tednov trudil, da bi ga obkrožil z zemeljskimi okopi, toda Mitridat se je nazadnje umaknil proti severu. Pompej ga je zasledoval in presenetil in mu zadal velike izgube. Po bitki je Pompej ustanovil mesto Nikopolis. Mitridat je pobegnil v Kolhido in leta 65  pr. n. št. k svojemu sinu Maharju na Krim. Pompej se je odpravil na pohod vzhod v Armenijo, kjer se mu je Tigran podredil in dobil dovoljenje, da še naprej vlada kot kralj Armenije. Mitridat je medtem organiziral obrambo Krima, ko se mu je sin Farnak uprl, pa je bil prisiljen storiti samomor ali pa je bil umorjen.

### Rimska provinca in klientska kraljestva
Večino zahodne polovice Ponta in grških mest na obali, vključno s Sinopom, je Rim neposredno priključil k rimski provinci Bitinija in Pont. Notranjost in vzhodna obala sta ostali neodvisno klientsko kraljestvo. Pod Farnakom II. Pontskim kot zaveznikom in prijateljem Rima je ostalo neodvisno tudi Bosporsko kraljestvo. Farnak II. je kasneje poskusil ponovno osvojiti Pont. Med državljansko vojno Cezarja in Pompeja je leta 48 pr. n. št. vdrl v Anatolijo, zavzel Kolhido, Malo Armenijo, Pont in Kapadokijo ter pri Nikopolu porazil rimsko vojsko. Cezar se je hitro odzval in ga premagal pri Zeli, kjer je izgovoril slavni stavek Veni, vidi, vici (prišel, videl, zmagal). Pontski kralji so še naprej vladali klientskemu  kraljestvu Pont, Kolhida in Kilikija, dokler ni Neron leta 62 n. št. prisilil Polemona II. Pontskega, da je odstopil. 

## Denar
Čeprav so pontski kralji trdili, da izvirajo iz perzijske kraljeve hiše, so na splošno delovali kot helenistični kralji in so se na svojih kovancih upodabljali kot taki. Kovanci so se zgledovali po  Aleksandrovem kraljevem staterju.

## Vojska
Vojska Pontskega kraljestva je imela pestro etnično sestavo, saj je svoje vojake novačila iz vsega kraljestva. Stalna vojska je vključevala Armence, Bastarne, Bitince, Kapadočane, Galate, Heniohe, Jazige, Korale, Levkosirje, Frigijce, Sarmate, Skite, Tavre in Tračane ter vojake iz drugih območij okoli Črnega morja. Grki, ki so služili v vojski, niso bili del stalne vojske, temveč so se borili kot državljani svojih mest. Tako kot mnoge helenistične vojske je tudi pontska vojska sprejela makedonsko falango. Imela je tudi  korpus halkaspidov (dobesedno bronasti ščiti), na primer proti Suli v bitki pri Heroneji. V tej bitki je bilo udeleženih tudi 15.000 falangistov, rekrutiranih iz osvobojenih sužnjev. Kraljestvo je imelo tudi različne konjeniške enote, vključno s težko oklepljenimi katafrakti. Poleg konjenice je Pont uporabljal tudi bojne vozove s koso. Pod Mitridatom VI. je Pont postavil tudi korpus 120.000 vojakov, oboroženih "na rimski način" in izurjenih v formacijah rimskih enot. Te enote so posnemale rimske legije, čeprav je sporno, v kolikšni meri so to dosegle. 
Mornarica je bila organizirana na podoben način kot vojska. Glavnino ladjevja je zagotovilo kraljestvo, majhen del pa so prispevala grška mesta. Člani posadk ladij so prihajali iz različnih plemen kraljestva, vendar je bila večina grškega porekla.

### Antični viri
- Polibij. The histories.
- Apijan. The foreign wars.
- Memnon Heraklejski. History of Heraclea.
- Strabon. Geographica.
- Plutarh. Parallel lives. 'Demetrius'.

### Sodobni viri
- Crook, John; Lintott, Andrew; Rawson, Elizabeth, ur. (1992). The Cambridge ancient history. Zv. 9 (2nd izd.). Cambridge University Press. ISBN 0-521-85073-8. OCLC 121060.
- Hazel, John (2002). Who's who in the Roman World. Routledge. ISBN 978-0-415-29162-0.
- McGing, B. C. (1986). The Foreign Policy of Mithridates VI Eupator, King of Pontus. Brill. ISBN 978-90-04-07591-7.